# Sara Schurmann

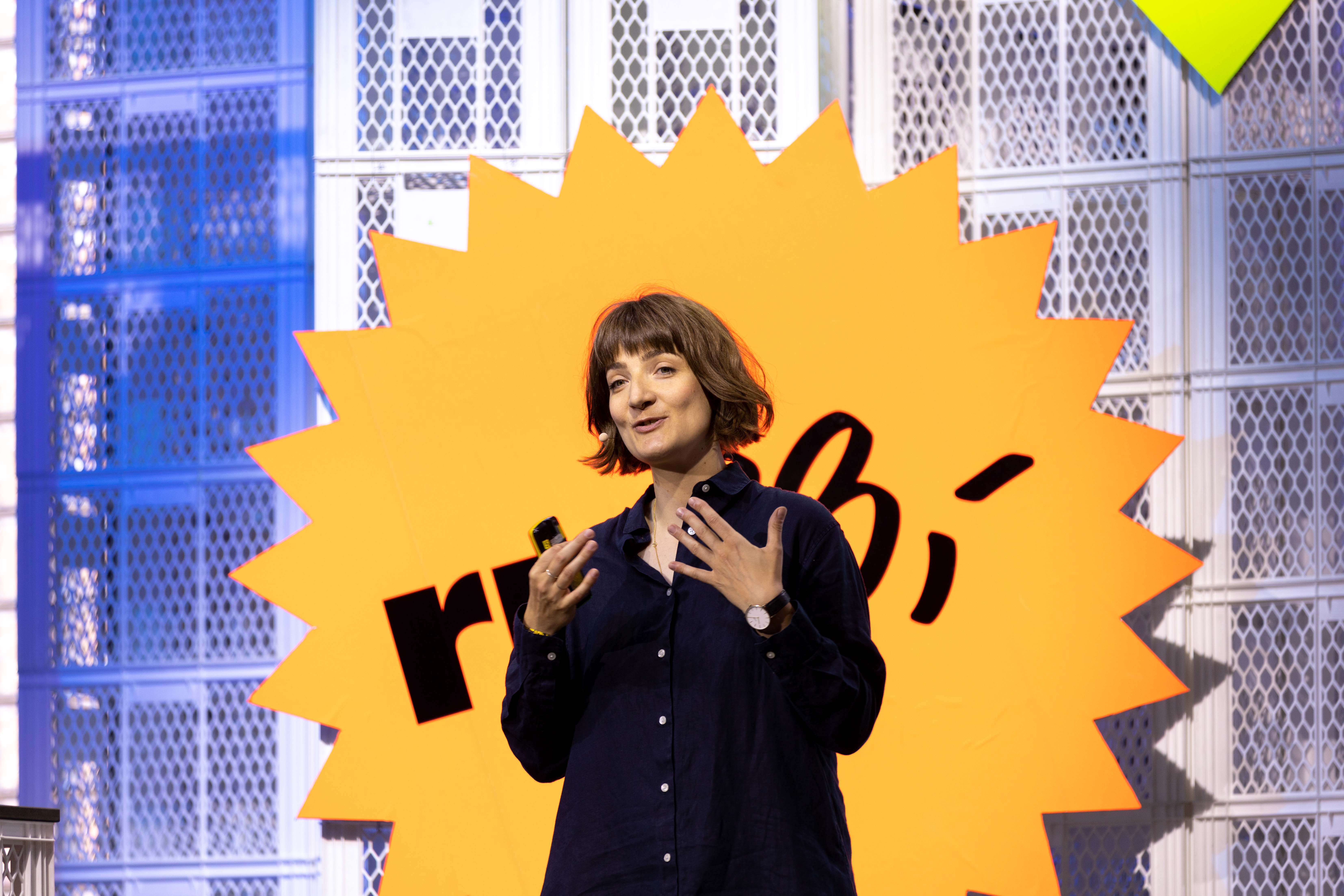
Sara Schurmann 2023

Sara Schurmann (* 20. August 1988) ist eine deutsche Journalistin und Kommunikatorin. Sie ist Mitgründerin des Netzwerks Klimajournalismus.

## Leben
Schurmann wuchs in Brandenburg auf und studierte Politikwissenschaften, Soziologie und Volkswirtschaftslehre im Bachelor und Master an der Humboldt-Universität zu Berlin, mit einem Semester in Paris. Von 2010 bis Ende 2014 arbeitete Schurmann u. a. als Polizeireporterin in der Online-Redaktion und der Berlin-Redaktion des Tagesspiegels.
Anschließend absolvierte von Januar 2015 bis Juni 2016 (36. Jahrgang) die Ausbildung an der Henri-Nannen-Journalistenschule in Hamburg. Währenddessen absolvierte sie Praktika im Politikressort von Spiegel Online, Zeit Investigativ, Brigitte Woman und dem Investigativressort der Süddeutschen Zeitung während der Veröffentlichung der Panama Papers.
2017 gründete und leitete sie Schurmann das bei Gruner + Jahr verlegte, „feministische“ Frauenmagazin F Mag. Ab Mai 2017 war sie stellvertretende Chefredakteurin und Textchefin von Vice im DACH-Raum und der verbundenen Marken Noisey, Motherboard, Broadly und Munchies, um danach als Mitgründerin und Redaktionschefin das von funk und Zeit Online koproduzierte YouTube-Format represent zu leiten.
2022 beriet sie den Südwestrundfunk (SWR) dabei, die Klimaberichterstattung zu stärken. Sie war Jurymitglied des vom Klimahaus Bremerhaven und dem Hirnkost-Verlag vergebenen Literaturpreises Klimazukünfte 2050.
Schurmann ist Kolumnistin bei t-online und Dozentin an der Akademie für Publizistik. Zwischen April und Juli 2024 war sie Writer-in-Residence der Universität Hamburg.

## Offener Brief zum Klimajournalismus
„Es geht [...] um nichts weniger, als lebenswerte Bedingungen auf unserem Planeten zu erhalten, auch vor unserer Haustür. [...] Solange eine kritische Masse an Journalist:innen [...] ihre Arbeit nicht danach ausrichtet, solange werden auch Politiker:innen nicht entsprechend handeln.“

Am 7. September 2020 veröffentlichte Sara Schurmann einen offenen Brief im Online-Magazin Übermedien, der eine vielfacher Hinsicht die Berichterstattung über den Klimawandel und verbundene Krisen kritisierte. Der Brief bemängelt demnach die vielfach ausbleibende Plausibilitätsprüfung von Klimaschutzmaßnahmen sowie die zurückhaltende oder ausbleibende Thematisierung der wahrscheinlichsten, alle Lebensbereiche betreffenden Klimafolgen. Angesichts dieser sei der Verweis kein Aktivismus, sondern ureigene journalistische Aufgabe. Zu den Erstunterzeichnenden gehörten 50 Journalisten und Medienschaffende aus dem deutschsprachigen Raum, darunter Teresa Bücker, Jürgen Döschner, Matthias Meisner, Raphael Thelen und Özden Terli.
Der offene Brief fand deutsche und internationale Aufmerksamkeit und zog unter anderem die Gründung des deutschen und internationaler Netzwerke für Klimajournalismus nach sich.

## Werke
- Abgrund. Wie die Klimakrise eskaliert. In: Manuel Grebenjak (Hrsg.): Kipppunkte. Unrast, Münster 2024, ISBN 978-3-89771-378-9.
- Klartext Klima! Zusammenhänge verstehen, loslegen und effektiv handeln. Brandstätter Verlag, Wien 2022, ISBN 978-3-7106-0607-6.
- Mit Michael E. Mann et al. (Hrsg.): Medien in der Klima-Krise. Oekom, München 2022, ISBN 978-3-96238-385-5.
- Mit Lea Dohm: Praktischer Journalismus trifft Psychologie: Mediale Berichterstattung als Ursache, Abbildung und zugleich Lösungsmöglichkeit für ein breites Problembewusstsein. In: Lea Dohm et al. (Hrsg.): Climate Action. Psychologie der Klimakrise. Psychosozial-Verlag, Gießen 2021, ISBN 978-3-8379-3110-5.
- Klimaberichterstattung und Krisenbewusstsein. Wie der Journalismus dazu beiträgt, dass die Klimakrise politisch unterschätzt wird. In: Indes. Zeitschrift für Politik und Gesellschaft, Band 9, Nr. 4, 6. Dezember 2021, ISSN 2191-995X, S. 39–48, doi:10.13109/inde.2020.9.4.39.

## Auszeichnungen
- 2018: Top 30 bis 30 des Medium Magazins[3]
- 2022: Wissenschaftsjournalistin des Jahres, Kategorie: Erster Platz[17]